# Liste des mammifères en Irlande

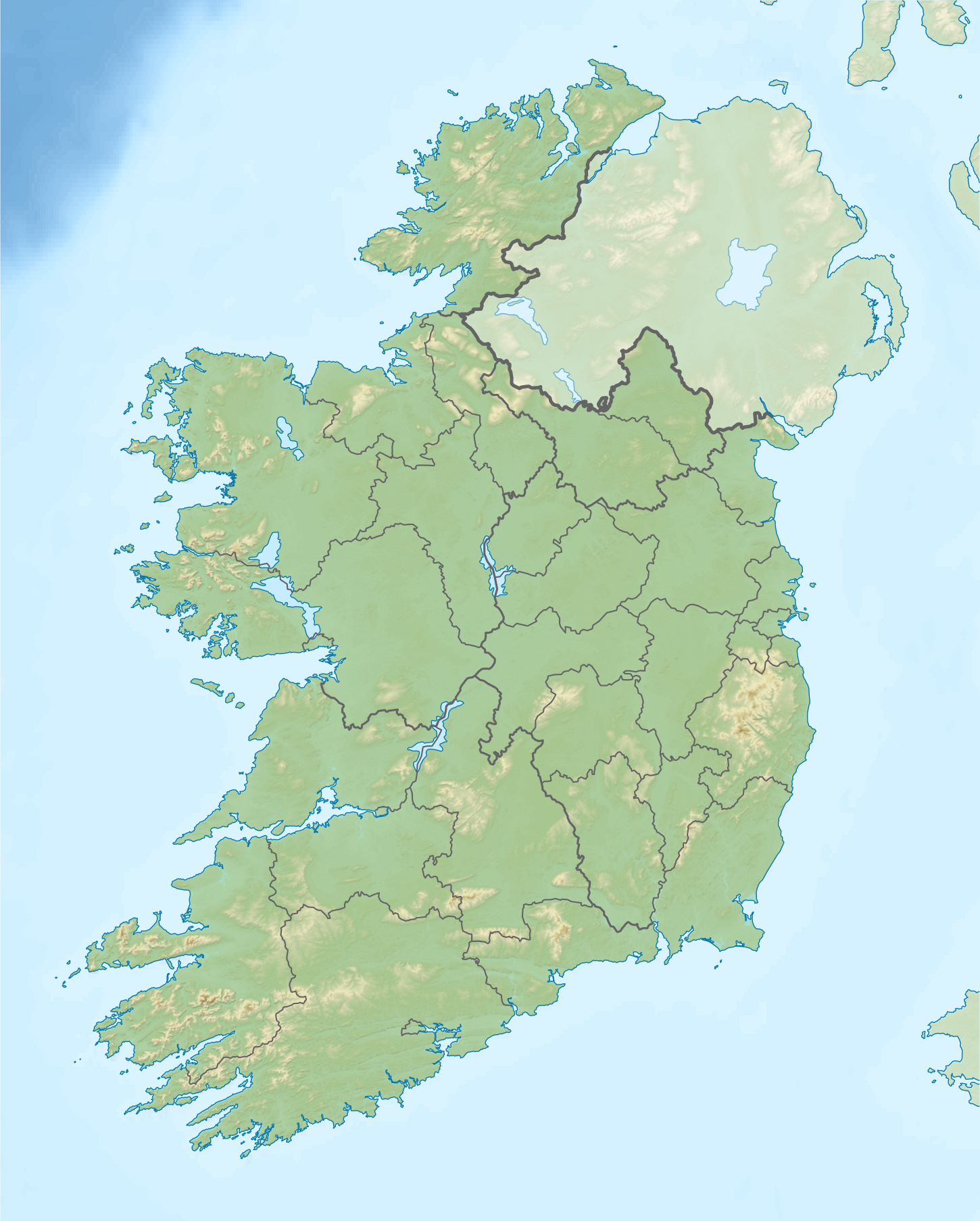
Carte topographique de l'Irlande.

Localisation de l'Irlande en Europe.

Cette liste commentée recense la mammalofaune en Irlande. Elle répertorie les espèces de mammifères irlandais actuels et celles qui ont été récemment classifiées comme éteintes (à partir de l'Holocène, depuis donc 11 700 ans av. J.‑C.). Cette liste comporte 80 espèces réparties en dix ordres et 28 familles, dont quatre sont « en danger », trois sont « vulnérables », quatre sont « quasi menacées » et neuf ont des « données insuffisantes » pour être classées (selon les critères de la liste rouge de l'UICN au niveau mondial).
Elle contient au moins 18 espèces introduites sur ce territoire, qui sont plus ou moins bien acclimatées. Il peut contenir aussi dans cette liste des animaux non reconnus par la liste rouge de l'UICN (un mammifère ici) et ils sont classés en « non évalué » : cela étant dû notamment au manque de données et à des espèces domestiques, disparues ou éteintes avant le XVIe siècle. Il n'existe pas en Irlande d'espèces et de sous-espèces de mammifères endémiques.

## Statuts de la liste rouge de l'UICN
Les statuts de conservation utilisés par la liste rouge de l'UICN mondiale sont :
| (EX) | Éteint                  | Il n'y a pas le moindre doute sur le fait que le dernier spécimen recensé est mort.                                                                   |
| (EW) | Éteint à l'état sauvage | L'espèce est connue uniquement en captivité ou en tant que population naturalisée bien en dehors de son ancienne aire de répartition.                 |
| (CR) | En danger critique      | L'espèce risque prochainement de s'éteindre à l'état sauvage.                                                                                         |
| (EN) | En danger               | L'espèce fait face à un très gros risque d'extinction à l'état sauvage.                                                                               |
| (VU) | Vulnérable              | L'espèce fait face à un gros risque d'extinction à l'état sauvage.                                                                                    |
| (NT) | Quasi menacé            | L'espèce ne satisfait pas un ou plusieurs des critères prévus qui permettraient de la catégoriser, mais pourrait risquer de s'éteindre dans le futur. |
| (LC) | Préoccupation mineure   | Il n'y a pas de risque identifiable pour l'espèce. |
| (DD) | Données insuffisantes   | Il n'y a pas d'information adéquate qui permettraient de faire une évaluation des risques pour cette espèce.                                          |
| (NE) | Non évalué              | L'espèce n'a pas encore été confrontée aux critères précédents, n'est pas reconnue par l'UICN ou bien s'est éteinte avant le XVIe siècle.             |

## Ordre:Diprotodontes

### Famille:Macropodidés
| Nom binominal, nom vulgaire et citation d'auteurs           | Nom vulgaire irlandais (Ga) et anglais (En) (langues officielles de l'Irlande) | Origine et statut en Irlande | Aire de répartition                       | Statut UICN mondial | Image              |
| ----------------------------------------------------------- | ------------------------------------------------------------------------------ | ---------------------------- | ----------------------------------------- | ------------------- | ------------------ |
| Macropus rufogriseus (Wallaby de Bennett) (Desmarest, 1817) | Ga : Valbaí Bennett En : Red-necked wallaby                                    | Allochtone (Introduit),      | Aire de répartition du Wallaby de Bennett | [ 3 ]               | Wallaby de Bennett |

## Ordre:Primates

### Famille:Hominidés
| Nom binominal, nom vulgaire et citation d'auteurs | Nom vulgaire irlandais (Ga) et anglais (En) (langues officielles de l'Irlande) | Origine et statut en Irlande | Aire de répartition                    | Statut UICN mondial | Image         |
| ------------------------------------------------- | ------------------------------------------------------------------------------ | ---------------------------- | -------------------------------------- | ------------------- | ------------- |
| Homo sapiens (Homme moderne) Linnaeus, 1758       | Ga : Duine En : Human                                                          | Autochtone,                  | Aire de répartition de l'Homme moderne | [ 4 ]               | Homme moderne |

## Ordre:Lagomorphes

### Famille:Léporidés
| Nom binominal, nom vulgaire et citation d'auteurs         | Nom vulgaire irlandais (Ga) et anglais (En) (langues officielles de l'Irlande) | Origine et statut en Irlande | Aire de répartition                     | Statut UICN mondial | Image            |
| --------------------------------------------------------- | ------------------------------------------------------------------------------ | ---------------------------- | --------------------------------------- | ------------------- | ---------------- |
| Lepus europaeus (Lièvre d'Europe) Pallas, 1778            | Ga : Giorria Gallda En : European hare                                         | Allochtone (Introduit)       | Aire de répartition du Lièvre d'Europe  | [ 5 ]               | Lièvre d'Europe  |
| Lepus timidus (Lièvre variable) Linnaeus, 1758            | Ga : Giorria Sléibhe En : Mountain hare                                        | Autochtone                   | Aire de répartition du Lièvre variable  | [ 6 ]               | Lièvre variable  |
| Oryctolagus cuniculus (Lapin de garenne) (Linnaeus, 1758) | Ga : Coinín En : European rabbit                                               | Allochtone (Introduit)       | Aire de répartition du Lapin de garenne | [ 7 ]               | Lapin de garenne |

## Ordre:Rodentiens

### Famille:Cricétidés
| Nom binominal, nom vulgaire et citation d'auteurs       | Nom vulgaire irlandais (Ga) et anglais (En) (langues officielles de l'Irlande) | Origine et statut en Irlande | Aire de répartition                        | Statut UICN mondial | Image               |
| ------------------------------------------------------- | ------------------------------------------------------------------------------ | ---------------------------- | ------------------------------------------ | ------------------- | ------------------- |
| Dicrostonyx torquatus (Lemming arctique) (Pallas, 1778) | Ga : Leimín En : Arctic lemming                                                | Autochtone (Disparu),        | Illustration manquante                     | [ 9 ]               | Lemming arctique    |
| Myodes glareolus (Campagnol roussâtre) Schreber, 1780   | Ga : Vól bruaigh En : Bank vole                                                | Allochtone (Introduit)       | Aire de répartition du Campagnol roussâtre | [ 10 ]              | Campagnol roussâtre |

### Famille:Muridés
| Nom binominal, nom vulgaire et citation d'auteurs      | Nom vulgaire irlandais (Ga) et anglais (En) (langues officielles de l'Irlande) | Origine et statut en Irlande | Aire de répartition                    | Statut UICN mondial | Image           |
| ------------------------------------------------------ | ------------------------------------------------------------------------------ | ---------------------------- | -------------------------------------- | ------------------- | --------------- |
| Apodemus sylvaticus (Mulot sylvestre) (Linnaeus, 1758) | Ga : Luch fhéir En : Wood mouse                                                | Autochtone                   | Aire de répartition du Mulot sylvestre | [ 11 ]              | Mulot sylvestre |
| Mus musculus (Souris grise) Linnaeus, 1758             | Ga : Luch thí En : House mouse                                                 | Allochtone (Introduit),      | Aire de répartition de la Souris grise | [ 12 ]              | Souris grise    |
| Rattus norvegicus (Rat surmulot) (Berkenhout, 1769)    | Ga : Francach donn En : Brown rat                                              | Allochtone (Introduit)       | Aire de répartition du Rat surmulot    | [ 14 ]              | Rat surmulot    |
| Rattus rattus (Rat noir) (Linnaeus, 1758)              | Ga : Francach dubh En : Black rat                                              | Allochtone (Introduit)       | Aire de répartition du Rat noir        | [ 15 ]              | Rat noir        |

### Famille:Gliridés
| Nom binominal, nom vulgaire et citation d'auteurs     | Nom vulgaire irlandais (Ga) et anglais (En) (langues officielles de l'Irlande) | Origine et statut en Irlande | Aire de répartition              | Statut UICN mondial | Image     |
| ----------------------------------------------------- | ------------------------------------------------------------------------------ | ---------------------------- | -------------------------------- | ------------------- | --------- |
| Muscardinus avellanarius (Muscardin) (Linnaeus, 1758) | Ga : Codlamán En : Hazel dormouse                                              | Allochtone (Introduit)       | Aire de répartition du Muscardin | [ 17 ]              | Muscardin |

### Famille:Sciuridés
| Nom binominal, nom vulgaire et citation d'auteurs | Nom vulgaire irlandais (Ga) et anglais (En) (langues officielles de l'Irlande) | Origine et statut en Irlande | Aire de répartition                    | Statut UICN mondial | Image         |
| ------------------------------------------------- | ------------------------------------------------------------------------------ | ---------------------------- | -------------------------------------- | ------------------- | ------------- |
| Sciurus carolinensis (Écureuil gris) Gmelin, 1788 | Ga : Iora glas En : Eastern gray squirrel                                      | Allochtone (Introduit)       | Aire de répartition de l'Écureuil gris | [ 18 ]              | Écureuil gris |
| Sciurus vulgaris (Écureuil roux) Linnaeus, 1758   | Ga : Iora rua En : Red squirrel                                                | Allochtone (Introduit)       | Aire de répartition de l'Écureuil roux | [ 19 ]              | Écureuil roux |

## Ordre:Érinacéomorphes

### Famille:Érinacéidés
| Nom binominal, nom vulgaire et citation d'auteurs                  | Nom vulgaire irlandais (Ga) et anglais (En) (langues officielles de l'Irlande) | Origine et statut en Irlande | Aire de répartition                                  | Statut UICN mondial | Image                         |
| ------------------------------------------------------------------ | ------------------------------------------------------------------------------ | ---------------------------- | ---------------------------------------------------- | ------------------- | ----------------------------- |
| Erinaceus europaeus (Hérisson d'Europe occidentale) Linnaeus, 1758 | Ga : Gráinneog En : European hedgehog                                          | Allochtone (Introduit)       | Aire de répartition du Hérisson d'Europe occidentale | [ 20 ]              | Hérisson d'Europe occidentale |

## Ordre:Soricomorphes

### Famille:Soricidés
| Nom binominal, nom vulgaire et citation d'auteurs     | Nom vulgaire irlandais (Ga) et anglais (En) (langues officielles de l'Irlande) | Origine et statut en Irlande | Aire de répartition                         | Statut UICN mondial | Image             |
| ----------------------------------------------------- | ------------------------------------------------------------------------------ | ---------------------------- | ------------------------------------------- | ------------------- | ----------------- |
| Crocidura russula (Crocidure musette) (Hermann, 1780) | Ga : — aucun — En : Greater white-toothed shrew                                | Allochtone (Introduit)       | Aire de répartition de la Crocidure musette | [ 21 ]              | Crocidure musette |
| Sorex minutus (Musaraigne pygmée) Linnaeus, 1766      | Ga : Dallóg fhraoigh En : Eurasian pygmy shrew                                 | Autochtone                   | Aire de répartition de la Musaraigne pygmée | [ 22 ]              | Musaraigne pygmée |

## Ordre:Chiroptères

### Famille:Rhinolophidés
| Nom binominal, nom vulgaire et citation d'auteurs             | Nom vulgaire irlandais (Ga) et anglais (En) (langues officielles de l'Irlande) | Origine et statut en Irlande | Aire de répartition                     | Statut UICN mondial | Image            |
| ------------------------------------------------------------- | ------------------------------------------------------------------------------ | ---------------------------- | --------------------------------------- | ------------------- | ---------------- |
| Rhinolophus ferrumequinum (Grand Rhinolophe) (Schreber, 1774) | Ga : — aucun — En : Greater horseshoe bat                                      | Peut-être erratique,         | Aire de répartition du Grand Rhinolophe | [ 24 ]              | Grand Rhinolophe |
| Rhinolophus hipposideros (Petit Rhinolophe) (Bechstein, 1800) | Ga : — aucun — En : Lesser horseshoe bat                                       | Autochtone                   | Aire de répartition du Petit Rhinolophe | [ 25 ]              | Petit Rhinolophe |

### Famille:Vespertilionidés
| Nom binominal, nom vulgaire et citation d'auteurs                             | Nom vulgaire irlandais (Ga) et anglais (En) (langues officielles de l'Irlande) | Origine et statut en Irlande | Aire de répartition                                | Statut UICN mondial | Image                    |
| ----------------------------------------------------------------------------- | ------------------------------------------------------------------------------ | ---------------------------- | -------------------------------------------------- | ------------------- | ------------------------ |
| Myotis alcathoe (Murin d'Alcathoé) von Helversen & Heller, 2001               | Ga : — aucun — En : Alcathoe whiskered bat                                     | Peut-être autochtone,        | Aire de répartition du Murin d'Alcathoé            | [ 27 ]              | Murin d'Alcathoé         |
| Myotis brandtii (Murin de Brandt) (Eversmann, 1845)                           | Ga : — aucun — En : Brandt's bat                                               | Peut-être autochtone         | Aire de répartition du Murin de Brandt             | [ 29 ]              | Murin de Brandt          |
| Myotis daubentonii (Murin de Daubenton) (Kuhl, 1817)                          | Ga : — aucun — En : Daubenton's bat                                            | Autochtone                   | Aire de répartition du Murin de Daubenton          | [ 30 ]              | Murin de Daubenton       |
| Myotis mystacinus (Murin à moustaches) (Kuhl, 1817)                           | Ga : — aucun — En : Whiskered bat                                              | Autochtone                   | Aire de répartition du Murin à moustaches          | [ 31 ]              | Murin à moustaches       |
| Myotis nattereri (Murin de Natterer) (Kuhl, 1817)                             | Ga : — aucun — En : Natterer's bat                                             | Autochtone                   | Aire de répartition du Murin de Natterer           | [ 32 ]              | Murin de Natterer        |
| Nyctalus leisleri (Noctule de Leisler) (Kuhl, 1817)                           | Ga : — aucun — En : Lesser noctule                                             | Autochtone                   | Aire de répartition de la Noctule de Leisler       | [ 33 ]              | Noctule de Leisler       |
| Pipistrellus nathusii (Pipistrelle de Nathusius) (Keyserling & Blasius, 1839) | Ga : — aucun — En : Nathusius' pipistrelle                                     | Allochtone,                  | Aire de répartition de la Pipistrelle de Nathusius | [ 35 ]              | Pipistrelle de Nathusius |
| Pipistrellus pipistrellus (Pipistrelle commune) (Schreber, 1774)              | Ga : — aucun — En : Common pipistrelle                                         | Autochtone                   | Aire de répartition de la Pipistrelle commune      | [ 36 ]              | Pipistrelle commune      |
| Pipistrellus pygmaeus (Pipistrelle pygmée) (Leach, 1825)                      | Ga : — aucun — En : Soprano pipistrelle                                        | Autochtone                   | Aire de répartition de la Pipistrelle pygmée       | [ 37 ]              | Pipistrelle pygmée       |
| Barbastella barbastellus (Barbastelle d'Europe) (Schreber, 1774)              | Ga : — aucun — En : Barbastelle                                                | Autochtone                   | Aire de répartition de la Barbastelle d'Europe     | [ 38 ]              | Barbastelle d'Europe     |
| Plecotus auritus (Oreillard roux) (Linnaeus, 1758)                            | Ga : — aucun — En : Brown long-eared bat                                       | Autochtone                   | Aire de répartition de l'Oreillard roux            | [ 39 ]              | Oreillard roux           |

## Ordre:Cétacés

### Famille:Balænidés
| Nom binominal, nom vulgaire et citation d'auteurs                         | Nom vulgaire irlandais (Ga) et anglais (En) (langues officielles de l'Irlande) | Origine et statut en Irlande          | Aire de répartition                                            | Statut UICN mondial | Image                                |
| ------------------------------------------------------------------------- | ------------------------------------------------------------------------------ | ------------------------------------- | -------------------------------------------------------------- | ------------------- | ------------------------------------ |
| Eubalaena glacialis (Baleine franche de l'Atlantique Nord) (Müller, 1776) | Ga : Míol mór an oighir En : North Atlantic right whale                        | Autochtone (Disparu, puis erratique), | Aire de répartition de la Baleine franche de l'Atlantique Nord | [ 40 ]              | Baleine franche de l'Atlantique Nord |

### Famille:Balænoptéridés
| Nom binominal, nom vulgaire et citation d'auteurs            | Nom vulgaire irlandais (Ga) et anglais (En) (langues officielles de l'Irlande) | Origine et statut en Irlande | Aire de répartition                        | Statut UICN mondial | Image            |
| ------------------------------------------------------------ | ------------------------------------------------------------------------------ | ---------------------------- | ------------------------------------------ | ------------------- | ---------------- |
| Balaenoptera acutorostrata (Baleine de Minke) Lacépède, 1804 | Ga : Droimeiteach beag En : Common minke whale                                 | Autochtone                   | Aire de répartition de la Baleine de Minke | [ 42 ]              | Baleine de Minke |
| Balaenoptera borealis (Rorqual boréal) Lesson, 1828          | Ga : — aucun — En : Sei whale                                                  | Autochtone                   | Aire de répartition du Rorqual boréal      | [ 43 ]              | Rorqual boréal   |
| Balaenoptera musculus (Rorqual bleu) (Linnaeus, 1758)        | Ga : Míol mór gorm En : Blue whale                                             | Autochtone                   | Aire de répartition du Rorqual bleu        | [ 44 ]              | Rorqual bleu     |
| Balaenoptera physalus (Rorqual commun) (Linnaeus, 1758)      | Ga : Droimeiteach En : Fin whale                                               | Autochtone                   | Aire de répartition du Rorqual commun      | [ 45 ]              | Rorqual commun   |
| Megaptera novaeangliae (Baleine à bosse) (Borowski, 1781)    | Ga : Míol mór dronnach En : Humpback whale                                     | Autochtone                   | Aire de répartition de la Baleine à bosse  | [ 46 ]              | Baleine à bosse  |

### Famille:Eschrichtiidés
| Nom binominal, nom vulgaire et citation d'auteurs        | Nom vulgaire irlandais (Ga) et anglais (En) (langues officielles de l'Irlande) | Origine et statut en Irlande | Aire de répartition                     | Statut UICN mondial | Image         |
| -------------------------------------------------------- | ------------------------------------------------------------------------------ | ---------------------------- | --------------------------------------- | ------------------- | ------------- |
| Eschrichtius robustus (Baleine grise) (Lilljeborg, 1861) | Ga : Míol mór glas En : Gray whale                                             | Autochtone (Disparu)         | Aire de répartition de la Baleine grise | [ 48 ]              | Baleine grise |

### Famille:Delphinidés
| Nom binominal, nom vulgaire et citation d'auteurs                      | Nom vulgaire irlandais (Ga) et anglais (En) (langues officielles de l'Irlande) | Origine et statut en Irlande | Aire de répartition                                  | Statut UICN mondial | Image                         |
| ---------------------------------------------------------------------- | ------------------------------------------------------------------------------ | ---------------------------- | ---------------------------------------------------- | ------------------- | ----------------------------- |
| Delphinus delphis (Dauphin commun à bec court) Linnaeus, 1758          | Ga : — aucun — En : Short-beaked common dolphin                                | Autochtone                   | Aire de répartition du Dauphin commun à bec court    | [ 49 ]              | Dauphin commun à bec court    |
| Stenella coeruleoalba (Dauphin bleu et blanc) (Meyen, 1833)            | Ga : Deilf stríocach En : Striped dolphin                                      | Autochtone                   | Aire de répartition du Dauphin bleu et blanc         | [ 50 ]              | Dauphin bleu et blanc         |
| Tursiops truncatus (Grand Dauphin commun) (Montagu, 1821)              | Ga : — aucun — En : Common bottlenose dolphin                                  | Autochtone                   | Aire de répartition du Grand Dauphin commun          | [ 51 ]              | Grand Dauphin commun          |
| Globicephala melas (Globicéphale noir) (Traill, 1809)                  | Ga : Píolótach fadeiteach En : Long-finned pilot whale                         | Autochtone                   | Aire de répartition du Globicéphale noir             | [ 52 ]              | Globicéphale noir             |
| Grampus griseus (Dauphin de Risso) (G. Cuvier, 1812)                   | Ga : Deilf liath En : Risso's dolphin                                          | Autochtone                   | Aire de répartition du Dauphin de Risso              | [ 53 ]              | Dauphin de Risso              |
| Orcinus orca (Orque) (Linnaeus, 1758)                                  | Ga : Cráin dhubh En : Killer whale                                             | Autochtone                   | Aire de répartition de l'Orque                       | [ 54 ]              | Orque                         |
| Pseudorca crassidens (Fausse Orque) (Owen, 1846)                       | Ga : Cráin dhubh bhréige En : False killer whale                               | Erratique,                   | Aire de répartition de la Fausse Orque               | [ 55 ]              | Fausse Orque                  |
| Lagenorhynchus acutus (Lagénorhynque à flancs blancs) (Gray, 1828)     | Ga : Deilf bhánchliathánach an Atlantaigh En : Atlantic white-sided dolphin    | Autochtone                   | Aire de répartition du Lagénorhynque à flancs blancs | [ 56 ]              | Lagénorhynque à flancs blancs |
| Lagenorhynchus albirostris (Lagénorhynque à rostre blanc) (Gray, 1846) | Ga : Deilf shocbhán En : White-beaked dolphin                                  | Autochtone                   | Aire de répartition du Lagénorhynque à rostre blanc  | [ 57 ]              | Lagénorhynque à rostre blanc  |

### Famille:Monodontidés
| Nom binominal, nom vulgaire et citation d'auteurs | Nom vulgaire irlandais (Ga) et anglais (En) (langues officielles de l'Irlande) | Origine et statut en Irlande | Aire de répartition            | Statut UICN mondial | Image   |
| ------------------------------------------------- | ------------------------------------------------------------------------------ | ---------------------------- | ------------------------------ | ------------------- | ------- |
| Delphinapterus leucas (Bélouga) (Pallas, 1776)    | Ga : Míol mór bán En : Beluga                                                  | Erratique                    | Aire de répartition du Bélouga | [ 58 ]              | Bélouga |

### Famille:Phocœnidés
| Nom binominal, nom vulgaire et citation d'auteurs    | Nom vulgaire irlandais (Ga) et anglais (En) (langues officielles de l'Irlande) | Origine et statut en Irlande | Aire de répartition                    | Statut UICN mondial | Image           |
| ---------------------------------------------------- | ------------------------------------------------------------------------------ | ---------------------------- | -------------------------------------- | ------------------- | --------------- |
| Phocoena phocoena (Marsouin commun) (Linnaeus, 1758) | Ga : — aucun — En : Harbour porpoise                                           | Autochtone                   | Aire de répartition du Marsouin commun | [ 59 ]              | Marsouin commun |

### Famille:Physétéridés
| Nom binominal, nom vulgaire et citation d'auteurs      | Nom vulgaire irlandais (Ga) et anglais (En) (langues officielles de l'Irlande) | Origine et statut en Irlande | Aire de répartition                    | Statut UICN mondial | Image           |
| ------------------------------------------------------ | ------------------------------------------------------------------------------ | ---------------------------- | -------------------------------------- | ------------------- | --------------- |
| Kogia breviceps (Cachalot pygmée) (Blainville, 1838)   | Ga : — aucun — En : Pygmy sperm whale                                          | Erratique                    | Aire de répartition du Cachalot pygmée | [ 60 ]              | Cachalot pygmée |
| Physeter macrocephalus (Grand Cachalot) Linnaeus, 1758 | Ga : Caisealóid En : Sperm whale                                               | Autochtone                   | Aire de répartition du Grand Cachalot  | [ 61 ]              | Grand Cachalot  |

### Famille:Ziphiidés
| Nom binominal, nom vulgaire et citation d'auteurs             | Nom vulgaire irlandais (Ga) et anglais (En) (langues officielles de l'Irlande) | Origine et statut en Irlande | Aire de répartition                               | Statut UICN mondial | Image                   |
| ------------------------------------------------------------- | ------------------------------------------------------------------------------ | ---------------------------- | ------------------------------------------------- | ------------------- | ----------------------- |
| Hyperoodon ampullatus (Hypérodon boréal) (Forster, 1770)      | Ga : Míol mór bolgshrónach En : Northern bottlenose whale                      | Autochtone                   | Aire de répartition du Hypérodon boréal           | [ 62 ]              | Hypérodon boréal        |
| Mesoplodon bidens (Mésoplodon de Sowerby) (Sowerby, 1804)     | Ga : Míol mór socach na Mara Thuaidh En : Sowerby's beaked whale               | Autochtone                   | Aire de répartition du Mésoplodon de Sowerby      | [ 63 ]              | Mésoplodon de Sowerby   |
| Mesoplodon europaeus (Mésoplodon de Gervais) (Gervais, 1855)  | Ga : Míol mór socach an Srutha En : Gervais' beaked whale                      | Erratique                    | Aire de répartition du Mésoplodon de Gervais      | [ 64 ]              | Mésoplodon de Gervais   |
| Mesoplodon mirus (Mésoplodon de True) True, 1913              | Ga : — aucun — En : True's beaked whale                                        | Erratique                    | Aire de répartition du Mésoplodon de True         | [ 65 ]              | Mésoplodon de True      |
| Ziphius cavirostris (Baleine à bec de Cuvier) G. Cuvier, 1823 | Ga : Míol mór Cuvier En : Cuvier's beaked whale                                | Autochtone                   | Aire de répartition de la Baleine à bec de Cuvier | [ 66 ]              | Baleine à bec de Cuvier |

## Ordre:Artiodactyles

### Famille:Bovidés
| Nom binominal, nom vulgaire et citation d'auteurs | Nom vulgaire irlandais (Ga) et anglais (En) (langues officielles de l'Irlande) | Origine et statut en Irlande | Aire de répartition                     | Statut UICN mondial | Image         |
| ------------------------------------------------- | ------------------------------------------------------------------------------ | ---------------------------- | --------------------------------------- | ------------------- | ------------- |
| Capra hircus (Chèvre égagre) Linnaeus, 1758       | Ga : Gabhar En : Wild goat                                                     | Allochtone (Introduit)       | Aire de répartition de la Chèvre égagre | [ 68 ]              | Chèvre égagre |

### Famille:Cervidés
| Nom binominal, nom vulgaire et citation d'auteurs         | Nom vulgaire irlandais (Ga) et anglais (En) (langues officielles de l'Irlande) | Origine et statut en Irlande          | Aire de répartition                       | Statut UICN mondial | Image              |
| --------------------------------------------------------- | ------------------------------------------------------------------------------ | ------------------------------------- | ----------------------------------------- | ------------------- | ------------------ |
| Capreolus capreolus (Chevreuil européen) (Linnaeus, 1758) | Ga : Fia odhar En : European roe deer                                          | Allochtone (Peut-être non acclimaté), | Aire de répartition du Chevreuil européen | [ 70 ]              | Chevreuil européen |
| Rangifer tarandus (Renne) (Linnaeus, 1758)                | Ga : Réinfhia En : Reindeer                                                    | Autochtone (Disparu)                  | Aire de répartition du Renne              | [ 71 ]              | Renne              |
| Cervus elaphus (Cerf élaphe) Linnaeus, 1758               | Ga : Fia rua En : Red deer                                                     | Peut-être autochtone                  | Aire de répartition du Cerf élaphe        | [ 72 ]              | Cerf élaphe        |
| Cervus nippon (Cerf sika) Temminck, 1838                  | Ga : Fia Seapánach En : Sika deer                                              | Allochtone (Introduit)                | Illustration manquante                    | [ 73 ]              | Cerf sika          |
| Dama dama (Daim européen) (Linnaeus, 1758)                | Ga : Fia buí En : Fallow deer                                                  | Allochtone (Introduit)                | Aire de répartition du Daim européen      | [ 74 ]              | Daim européen      |
| Megaloceros giganteus (Cerf géant) (Blumenbach, 1799)     | Ga : Fia mór na mbeann En : Irish elk                                          | Autochtone (Éteint),                  | Aire de répartition du Cerf géant         | (NE)                | Cerf géant         |
| Muntiacus reevesi (Muntjac de Reeve) (Ogilby, 1839)       | Ga : — aucun — En : Reeves's muntjac                                           | Allochtone (Introduit)                | Illustration manquante                    | [ 76 ]              | Muntjac de Reeve   |

### Famille:Suidés
| Nom binominal, nom vulgaire et citation d'auteurs | Nom vulgaire irlandais (Ga) et anglais (En) (langues officielles de l'Irlande) | Origine et statut en Irlande | Aire de répartition                       | Statut UICN mondial | Image              |
| ------------------------------------------------- | ------------------------------------------------------------------------------ | ---------------------------- | ----------------------------------------- | ------------------- | ------------------ |
| Sus scrofa (Sanglier d'Eurasie) Linnaeus, 1758    | Ga : Torc allta En : Wild boar                                                 | Autochtone (Réintroduit),    | Aire de répartition du Sanglier d'Eurasie | [ 78 ]              | Sanglier d'Eurasie |

## Ordre:Carnivores

### Famille:Canidés
| Nom binominal, nom vulgaire et citation d'auteurs | Nom vulgaire irlandais (Ga) et anglais (En) (langues officielles de l'Irlande) | Origine et statut en Irlande | Aire de répartition                   | Statut UICN mondial | Image          |
| ------------------------------------------------- | ------------------------------------------------------------------------------ | ---------------------------- | ------------------------------------- | ------------------- | -------------- |
| Canis lupus (Loup gris) Linnaeus, 1758            | Ga : Mac tíre En : Gray wolf                                                   | Autochtone (Disparu)         | Aire de répartition du Loup gris      | [ 80 ]              |                |
| Vulpes lagopus (Renard polaire) Linnaeus, 1758    | Ga : Sionnach Artach En : Arctic fox                                           | Autochtone (Disparu)         | Aire de répartition du Renard polaire | [ 81 ]              | Renard polaire |
| Vulpes vulpes (Renard roux) (Linnaeus, 1758)      | Ga : Sionnach Eorpach En : Red fox                                             | Autochtone                   | Aire de répartition du Renard roux    | [ 82 ]              | Renard roux    |

### Famille:Ursidés
| Nom binominal, nom vulgaire et citation d'auteurs | Nom vulgaire irlandais (Ga) et anglais (En) (langues officielles de l'Irlande) | Origine et statut en Irlande | Aire de répartition                | Statut UICN mondial | Image     |
| ------------------------------------------------- | ------------------------------------------------------------------------------ | ---------------------------- | ---------------------------------- | ------------------- | --------- |
| Ursus arctos (Ours brun) Linnaeus, 1758           | Ga : Béar donn En : Brown bear                                                 | Autochtone (Disparu)         | Aire de répartition de l'Ours brun | [ 83 ]              | Ours brun |

### Famille:Mustélidés
| Nom binominal, nom vulgaire et citation d'auteurs  | Nom vulgaire irlandais (Ga) et anglais (En) (langues officielles de l'Irlande) | Origine et statut en Irlande | Aire de répartition                       | Statut UICN mondial | Image             |
| -------------------------------------------------- | ------------------------------------------------------------------------------ | ---------------------------- | ----------------------------------------- | ------------------- | ----------------- |
| Lutra lutra (Loutre commune) (Linnaeus, 1758)      | Ga : Dobhrán Eoráiseach En : European otter                                    | Autochtone                   | Aire de répartition de la Loutre commune  | [ 84 ]              | Loutre commune    |
| Martes martes (Martre des pins) (Linnaeus, 1758)   | Ga : Cat crainn En : European pine marten                                      | Autochtone                   | Aire de répartition de la Martre des pins | [ 85 ]              | Martre des pins   |
| Meles meles (Blaireau européen) (Linnaeus, 1758)   | Ga : Broc Eorpach En : European badger                                         | Autochtone                   | Aire de répartition du Blaireau européen  | [ 86 ]              | Blaireau européen |
| Mustela erminea (Hermine) Linnaeus, 1758           | Ga : Easóg En : Stoat                                                          | Autochtone                   | Aire de répartition de l'Hermine          | [ 87 ]              | Hermine           |
| Neovison vison (Vison d'Amérique) (Schreber, 1777) | Ga : — aucun — En : American mink                                              | Allochtone (Introduit)       | Aire de répartition du Vison d'Amérique   | [ 88 ]              | Vison d'Amérique  |

### Famille:Odobénidés
| Nom binominal, nom vulgaire et citation d'auteurs | Nom vulgaire irlandais (Ga) et anglais (En) (langues officielles de l'Irlande) | Origine et statut en Irlande | Aire de répartition          | Statut UICN mondial | Image |
| ------------------------------------------------- | ------------------------------------------------------------------------------ | ---------------------------- | ---------------------------- | ------------------- | ----- |
| Odobenus rosmarus (Morse) (Linnaeus, 1758)        | Ga : Rosualt En : Walrus                                                       | Erratique                    | Aire de répartition du Morse | [ 89 ]              | Morse |

### Famille:Phocidés
| Nom binominal, nom vulgaire et citation d'auteurs        | Nom vulgaire irlandais (Ga) et anglais (En) (langues officielles de l'Irlande) | Origine et statut en Irlande | Aire de répartition                      | Statut UICN mondial | Image             |
| -------------------------------------------------------- | ------------------------------------------------------------------------------ | ---------------------------- | ---------------------------------------- | ------------------- | ----------------- |
| Erignathus barbatus (Phoque barbu) (Erxleben, 1777)      | Ga : — aucun — En : Bearded seal                                               | Erratique                    | Aire de répartition du Phoque barbu      | [ 91 ]              | Phoque barbu      |
| Cystophora cristata (Phoque à capuchon) (Erxleben, 1777) | Ga : — aucun — En : Hooded seal                                                | Erratique                    | Aire de répartition du Phoque à capuchon | [ 92 ]              | Phoque à capuchon |
| Halichoerus grypus (Phoque gris) (Fabricius, 1791)       | Ga : Rón glas En : Grey seal                                                   | Autochtone                   | Aire de répartition du Phoque gris       | [ 93 ]              | Phoque gris       |
| Phoca vitulina (Phoque veau marin) Linnaeus, 1758        | Ga : Rón beag En : Harbor seal                                                 | Autochtone                   | Aire de répartition du Phoque veau marin | [ 94 ]              | Phoque veau marin |

### Famille:Félidés
| Nom binominal, nom vulgaire et citation d'auteurs | Nom vulgaire irlandais (Ga) et anglais (En) (langues officielles de l'Irlande) | Origine et statut en Irlande        | Aire de répartition                 | Statut UICN mondial | Image        |
| ------------------------------------------------- | ------------------------------------------------------------------------------ | ----------------------------------- | ----------------------------------- | ------------------- | ------------ |
| Felis silvestris (Chat sauvage) Schreber, 1777    | Ga : Fia-chat En : Wildcat                                                     | Autochtone (Peut-être réintroduit), | Aire de répartition du Chat sauvage | [ 96 ]              | Chat sauvage |
| Lynx lynx (Lynx boréal) (Linnaeus, 1758)          | Ga : — aucun — En : Eurasian lynx                                              | Autochtone (Disparu)                | Aire de répartition du Lynx boréal  | [ 98 ]              | Lynx boréal  |